# Kultura regionalna
Kultura regionalna – jest naturalną „częścią składową” kultury narodowej, jest to zespół dzieł artystycznych, wiedzy, norm i zasad, występujących na pewnym regionie zamieszkiwanym przez dany naród.